# 鎌田ひろゆき
鎌田ひろゆき（かまたひろゆき）は日本のフォークシンガーである。1988年テイチクよりデビュー。

## ディスコグラフィー

### カセット
- KamataHiroyuki（2001年）
  1. 冷たすぎる夜を知らない
  2. フラ
  3. 月
  4. 夏の記憶

### ミニアルバム
- For The Other Side（1988年）
  1. One Night Stand
  2. さよならがいえないから
  3. 風をさがしてる
  4. STATION
- 僕は君をさがしてるんだ（1995年）
  1. 少年
  2. walking down to the street
  3. 螺旋階段
  4. 予感
  5. ナイトパレード
  6. 僕は君をさがしてるんだ
- CARAVAN（1999年）
  1. キャラバン
  2. 序章
  3. eve
  4. 終わらない夏
- 7track..s
  1. GRAY RAIN
  2. エンジェル
  3. 3つ目のカーブを曲がったところで
  4. MAMA DON'T CRY
  5. 夜を越えてゆくよ
  6. Silent Night
  7. In The City

### アルバム
- ハーネス（2002年9月5日）
  1. ハーネス
  2. 冷たすぎる夜を知らない
  3. フラ
  4. ライツ
  5. その空の真下
  6. 夏の記憶
  7. ぼくがほんとに
  8. ガーデン
  9. 月
  10. 壊れそうな夢を抱いて
- 空っぽの空に何を映そう（2005年5月21日）
  1. ボクラノクチブエハソラヲトンダ
  2. スロウ-1
  3. スロウ
  4. ラフスケッチ
  5. やわらかなカーブ
  6. 雨#1
  7. 宛名のない手紙
  8. 君にあいにいこう
  9. アフターアワーズ
  10. 空っぽの空に何を映そう
  11. レインソング